# Ordre de Charles III d'Espagne
Le distingué ordre royal espagnol de Charles III ou ordre de Charles III a été créé par Charles III dans un décret royal du 19 septembre 1771, il porte la motion Virtuti et merito. Il distingue les personnes ayant servi la couronne et l’Espagne. Elle est la plus haute distinction civile, bien qu'elle fût une décoration militaire lors de sa création. Elle fut convertie en une décoration civile en 1847.
L'ordre est régulé par un décret royal du 11 octobre 1992 (la décoration a pour objectif la « reconnaissance des citoyens qui, par leurs efforts, leurs initiative et travail, ont rendu un service extraordinaire à la Nation ») et par un décret du 8 mai 2000. Il n'est pas créé plus de 100 grands-croix.
Le grand maître actuel de l'ordre est le roi Philippe VI d'Espagne.

## Histoire
Lorsqu'il fut institué par le roi Charles III en 1771, cet ordre fut placé « sous la protection de la sainte Vierge dans le mystère de l'immaculée conception, pour éterniser le souvenir de la naissance du prince des Asturies ». À cette époque, les chevaliers grand-croix et les chevaliers pensionnaires devaient faire preuve de noblesse. Il existait également des surnuméraires, qui étaient assimilés pour tout aux pensionnaires, excepté pour la pension, qu'ils n'avaient pas. Il y avait dans cet ordre un grand conseil, et une junte ou commission.
Le grand conseil, appelé assemblée suprême de l'ordre, était composé du grand maître, des grands officiers, des grand-croix et de quelques pensionnaires.
La junte était composée du grand maître, du gouverneur ou président du conseil de Castille, du patriarche des Indes, de l'archevêque de Tolède, du confesseur du roi, du commissaire général de la croisade, et de quelques théologiens. Elle était établie pour traiter des affaires relatives au mystère de la patronne de l'ordre.
Supprimé en 1808 par Joseph-Napoléon, l'ordre fut rétabli en 1814. Il se composait de 60 chevaliers grand-croix, 200 chevaliers pensionnés et d'un nombre illimité de chevaliers surnuméraires. En 1847, les statuts furent modifiés et l'ordre divisé en 4 classes : grand-croix, commandeurs effectifs, commandeurs et chevaliers.

## Personnalités décorées dans l'Histoire

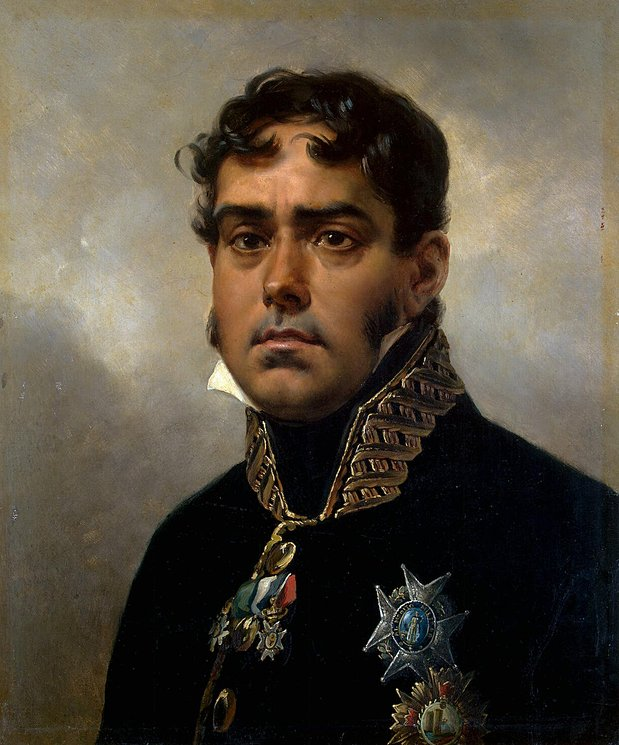
General Pablo Morillo Horace Vernet, 1820-1822 musée de l'Ermitage, Saint-Pétersbourg
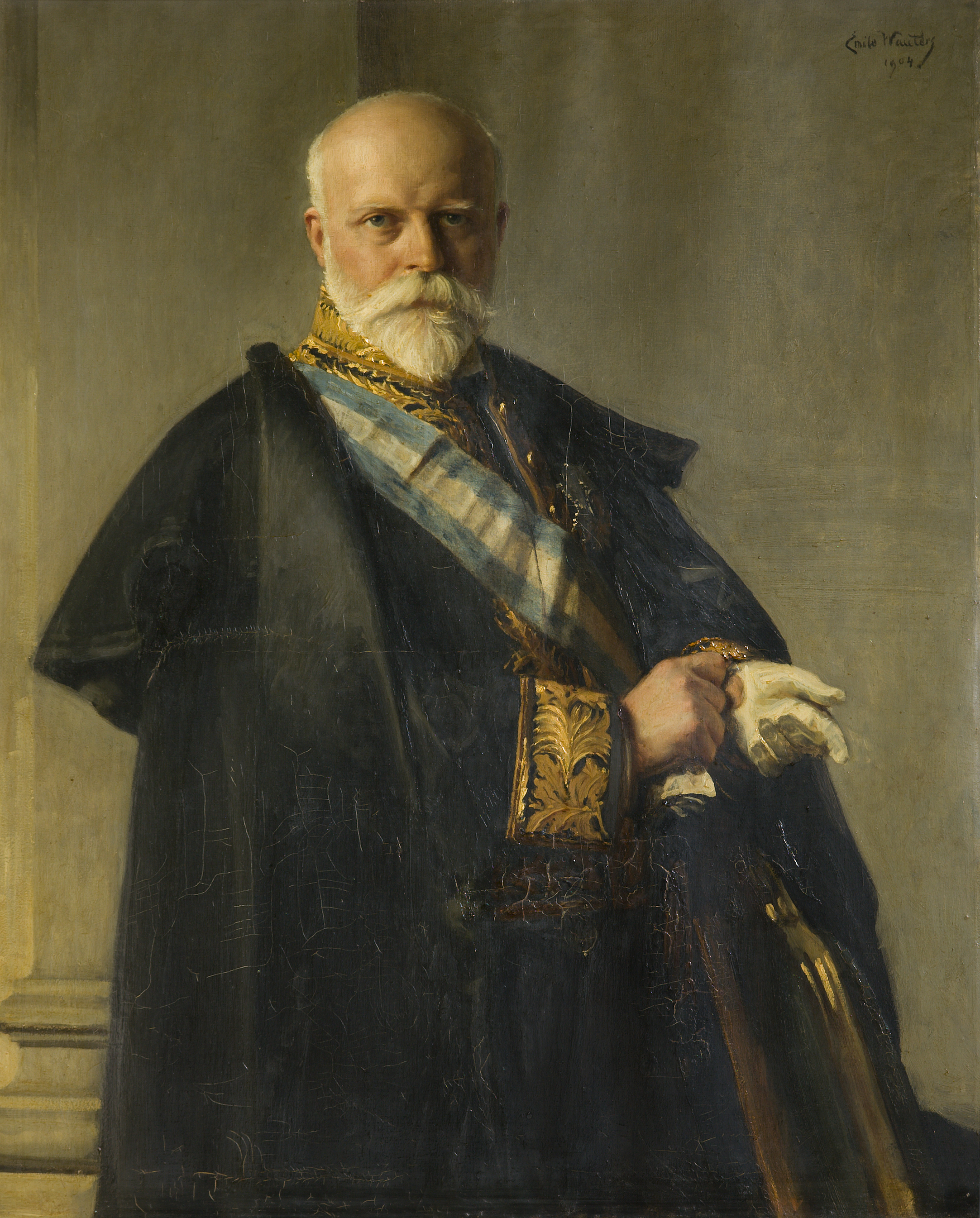
Portrait de Joseph duc d'Ursel et d'Hoboken, président du Sénat belge (1899-1903) avec le grand-croix et cordon Émile Wauters, 1904

## L'Ordre aujourd'hui
Aujourd'hui, les membres de l'ordre se répartissent en cinq classes :
- 1e classe : chevaliers du collier,
- 2e classe : chevaliers grand-croix,
- 3e classe : commandeurs,
- 4e classe : commandeurs ordinaires,
- 5e classe : chevaliers.

La plus haute classe, le collier, se distingue par un ruban différent : bleu avec deux liserés blancs.

## Rubans  et croix

Croix de l’Ordre
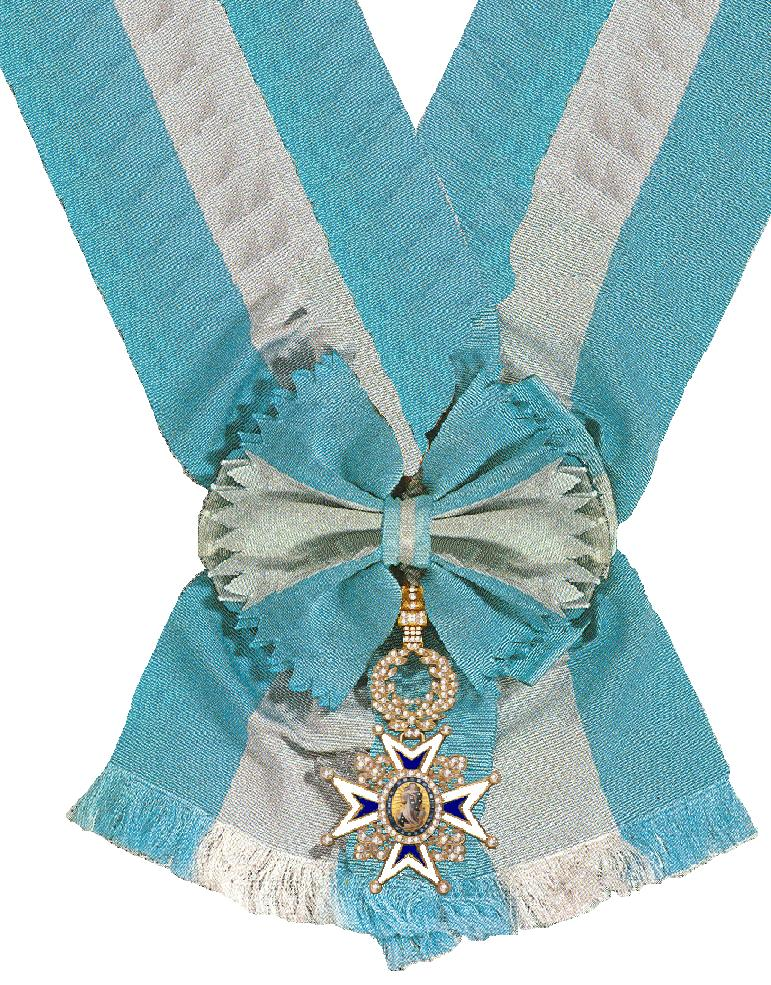
ruban et médaille au bas du grand cordon

| Rubans  |             |            |                      |           |
| Collier | Grand-croix | Commandeur | Commandeur ordinaire | Chevalier |